# مولود مخناش
مولود مخناش (انگلیسی: Mouloud Mekhnache؛ زادهٔ تاریخ ورودی نامعتبر است) بازیکن هندبال اهل الجزایر بود.